# Phthiraptera
Ordre
Sous-ordres de rang inférieur
- Anoplura (poux suceurs, 
dont les poux de l'Homme)
- Rhyncophthirina (poux des éléphants 
et phacochères)
- Ischnocera (poux aviaires)
- Amblycera (poux mâcheurs)

Les phthiraptères (Phthiraptera) regroupent aujourd'hui dans un ordre unique l'ensemble des insectes classiquement désignés sous le nom de poux, parmi lesquels le pou de l'Homme. La classification ancienne distinguait comme deux ordres distincts les poux des mammifères, suceurs de sang (les anoploures), des « poux des oiseaux » (ou mallophages), à l'alimentation plus variée. Il s'agit dans tous les cas d'ectoparasites dépourvus d'ailes (-aptera).
L'ordre comporte environ 4 900 espèces considérées comme valides, mais est parfois remplacé par celui des Psocodea.

## Classification

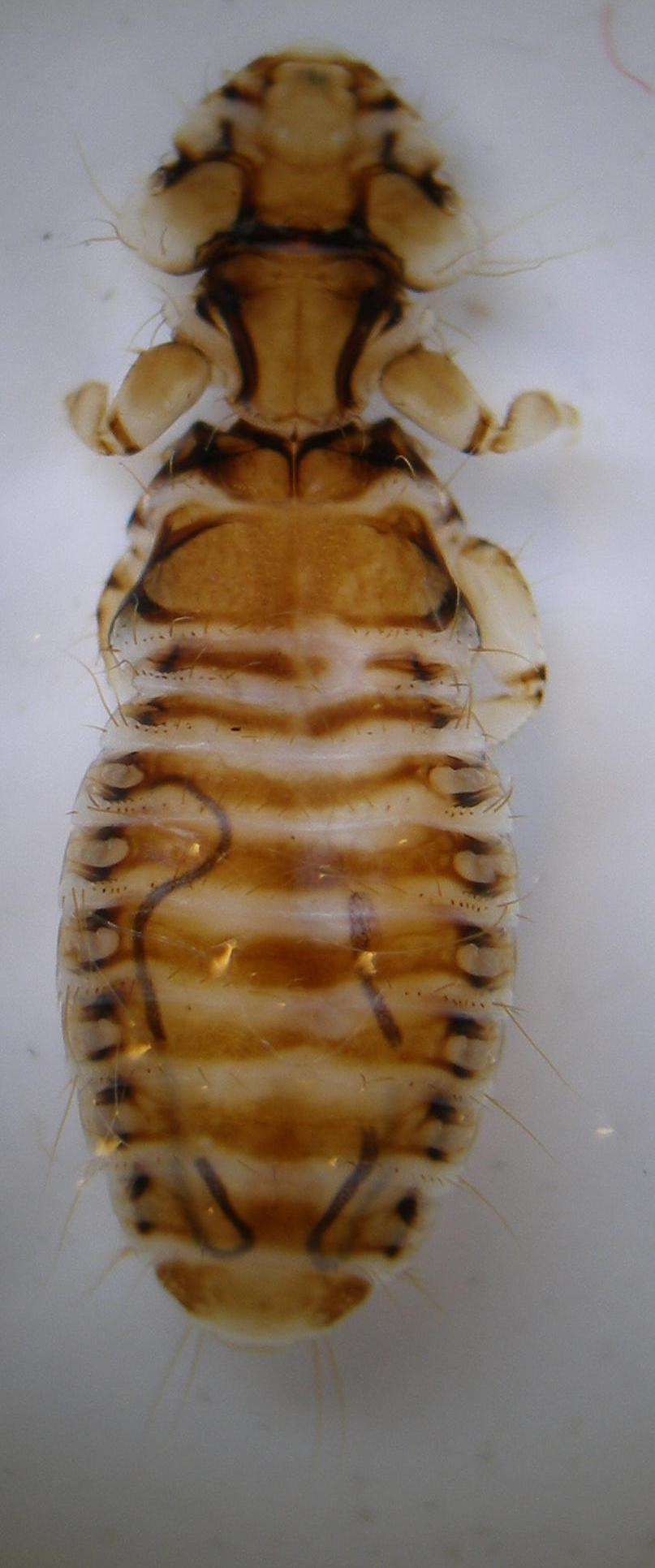
Trinoton anserinum (Amblycera), parasite des cygnes

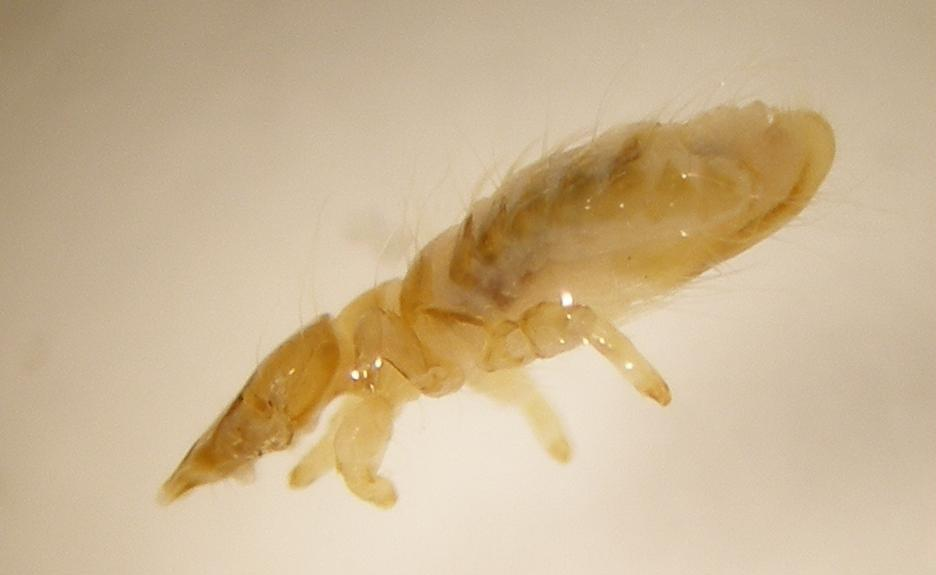
Strigiphilus sp. (Ischnocera), parasite de la chouette de l'Oural

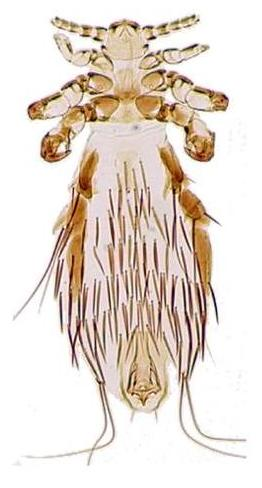
Fahrenholzia pinnata (anoploure), parasite des rats kangourous

Dans la dixième édition de son Systema Naturae (1758), Carl von Linné reprend comme nom de genre l'appellation latine du pou, Pediculus. Il y rassemble toutefois un grand nombre d'animaux qui ont vaguement un aspect de pou, c'est-à-dire les poux véritables (anoploures), les poux des oiseaux (mallophages), les psoques et même un diptère hippoboscidé. Il est globalement suivi en la matière par Johan Christian Fabricius (1775).
La première distinction entre les poux proprement dits, suceurs de sang, et les espèces à pièces buccales broyeuses (mallophages) est due à Charles de Geer dès 1778 : il conserve le nom de genre Pediculus pour les premiers et désigne les seconds sous le nom de Ricinus.
L'ordre des anoploures est créé par William Leach en 1815, mais il y range encore un genre de mallophages. C'est enfin à Christian Ludwig Nitzsch, pionnier de l'étude des phthiraptères, que l'on doit la création du terme de mallophages en 1818. La distinction entre poux véritables, hématophages à l'appareil buccal piqueur-suceur, et les mallophages à l'appareil buccal broyeur devient stable et sera confirmée par Hermann Burmeister en 1838. Cet arrangement restera très stable par la suite en dépit de nombreux remaniements internes. En 1951 encore, Gordon Floyd Ferris (1893-1958), un grand spécialiste de ces groupes, exprimait ses doutes quant à une parenté étroite entre anoploures et mallophages.
La classification traditionnelle opposant ces deux ordres, mallophages et anoploures, fut pour la première fois nettement remise en cause en 1985 sur la base d'une analyse cladistique basée sur la morphologie. Depuis lors, la classification phylogénétique adoptée à la suite de ce travail a peu varié dans ses grandes lignes et a été confortée par des travaux de phylogénie moléculaire. Elle comporte quatre grands groupes souvent considérés comme des sous-ordres.
Liste des sous-ordres selon ITIS (25 février 2016) :
- sous-ordre Amblycera Kellogg, 1896
- sous-ordre Anoplura Leach, 1815
- sous-ordre Ischnocera Kellogg, 1896
- sous-ordre Psocomorpha
- sous-ordre Rhynchophthirina Ferris, 1931
- sous-ordre Troctomorpha
- sous-ordre Trogiomorpha

## Espèces parasites des humains
Le pou est l'un des principaux insectes vecteurs du typhus et probablement occasionnellement d'autres pathogènes.

Charles Vialatte, Henry Foley et Edmond Sergent ont contribué à la découverte du rôle du pou dans la transmission de la fièvre récurrente mondiale durant les années 1923 - 1925.

## Infestation
L'infestation de la peau par des poux est désagréable en raison de la démangeaison qu'occasionnent les morsures des poux mais est bénigne.

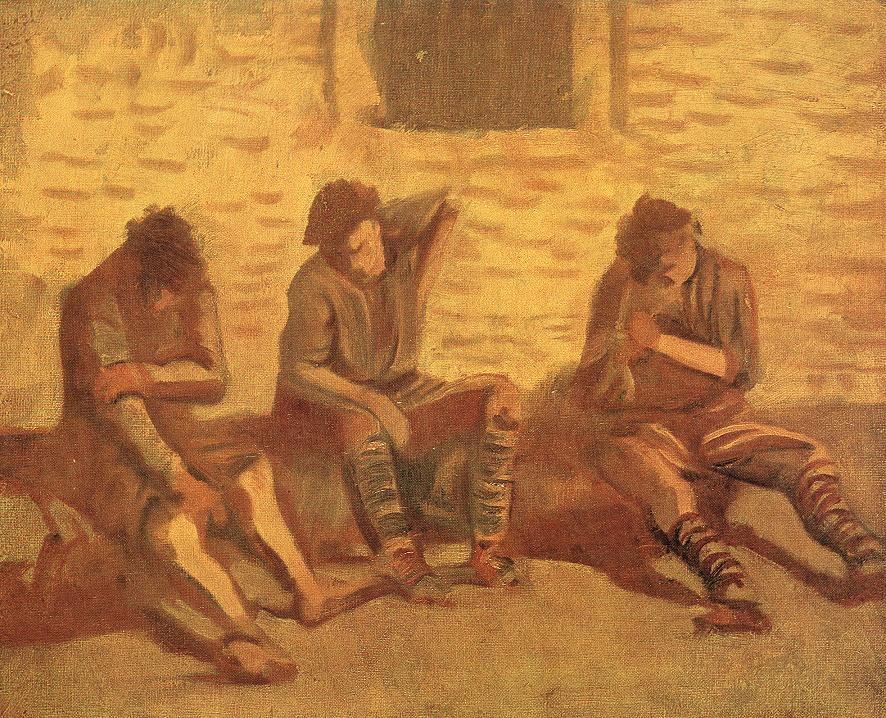
Soldats chassant leurs poux - Ladislav Medňanský, 1915.